# Sheldon Moldoff
Sheldon Moldoff, detto Shelly (New York, 14 aprile 1920 – 29 febbraio 2012), è stato un fumettista e animatore statunitense, uno dei primi assistenti di Bob Kane nel periodo in cui Batman muoveva i primi passi.
Legò il suo nome all'oscuro vendicatore ed in generale alla Golden Age ed a molte delle sue icone, per poi interessarsi all'animazione, riversando la propria esperienza e talento in molti progetti animati.

## Biografia
Sheldon Moldoff imparò a disegnare utilizzando pietre trovate per strada come matite e i marciapiedi di Manhattan come foglio da disegno.

### Alla National Productions
Appena diciassettenne, vendette il suo primo cartoon per poi entrare, grazie ad un comune conoscente, sotto l'ala protettrice di Bob Kane, che stava cercando collaboratori per il suo studio: la produzione di storie su Batman, infatti, era sempre più pressante ed ogni aiuto era ben accetto, in quanto Kane era sempre più impegnato con il Batman delle daily strip.
Il cartoonist si fece subito notare per uno stile pulito ed illustrativo, mutuato dai suoi artisti preferiti: Alex Raymond, il creatore di Flash Gordon; Hal Foster, creatore di Prince Valiant; Milton Caniff, creatore di Terry and the Pirates; Norman Rockwell. Proprio ispirato al Terry and the Pirates di Caniff fu il suo primo personaggio creato appositamente per la National: Black Pirate, che apparve in appendice su Action Comics. Nello stesso anno (1940) creò, in coppia con Gardner Fox, anche Hawkman, apparso in appendice su Flash Comics.
Moldoff, anche grazie a queste storie, divenne ben presto uno degli autori più prolifici della National, per la quale realizzava le copertine di molti albi sin dal 1939, tra cui spiccano quella per All American Comics n.16, con la prima apparizione di Lanterna Verde, e quella per Green Lantern n.1, il primo numero della prima serie del Crociato di Smeraldo. Nelle copertine e nelle serie realizzate, dimostrò di possedere uno stile estremamente dinamico.
Questo stile, però, non poté applicarlo alle avventure di Batman, per il quale tornò a lavorare nel 1953, a fianco di Dick Sprang e Win Mortimer, e che disegnò per i 14 anni successivi, inchiostrato dal bravo Charles Paris.
Molte delle storie di Moldoff divennero ben presto tra le preferite dai lettori: su tutte si ricordano la prima avventura di Batwoman (Detective Comics n.233), di fatto una sua creazione, e la classica Death of Robin (Batman n.156).

### Nel mondo dell'animazione
Moldoff lasciò il fumetto solo nel 1967, quando la DC Comics, editore per il quale aveva anche illustrato Flash, decise di mandare in pensione gli artisti della golden age per rispondere con nuovi talenti all'avanzata della Marvel Comics. L'artista newyorkese, però, non si allontanò troppo dal suo vecchio interesse.
Si buttò, infatti, nella produzione di film e progetti animati, su tutti lo storyboard per la serie Corageous Cat and Minute Mouse. Ha anche realizzato alcuni albi per vari ristoranti come Burger King, Big Boy, Red Lobster, oltre che per i negozi Atlanta Braves e Blockbaster.
Il suo ultimo lavoro è la produzione di un film animato su Marco Polo.